# Kim Tiến (phát thanh viên)
Kim Tiến (tên đầy đủ là Vũ Kim Tiến, sinh ngày 1 tháng 7 năm 1948), là cựu phát thanh viên, biên tập viên nổi tiếng của Đài Truyền hình Việt Nam. Bà được Nhà nước Việt Nam phong tặng danh hiệu nghệ sĩ ưu tú. Kim Tiến là Cơ Đốc nhân thuộc Hội thánh Tin Lành Hà Nội.

## Tiểu sử
Kim Tiến sinh ra và lớn lên ở phố Hàng Bông, Hà Nội. Năm 13 tuổi, Kim Tiến theo học trường múa và là người duy nhất trong 5 anh em đi theo con đường nghệ thuật. Xuất thân từ một nghệ sĩ múa nhưng bà có niềm đam mê với phát thanh, truyền hình. Năm 1970, Kim Tiến thi tuyển phát thanh viên cho Đài Tiếng nói Việt Nam, năm 1971 bà tiếp tục thi vào Đài Truyền hình Việt Nam nhưng cả hai lần đều không đỗ. Năm 1975, bà về công tác tại đội múa của Đài Truyền hình Việt Nam và sau đó được chuyển sang làm phát thanh viên. Bà là một trong những phát thanh viên đầu tiên của Ban Thời sự VTV và cũng là một trong những người dẫn chương trình truyền hình đầu tiên kể từ từ khi VTV lên sóng. Ngoài công việc phát thanh viên và biên tập viên, Kim Tiến còn làm thuyết minh cho phim truyền hình. Bà là người thuyết minh cho bộ phim nổi tiếng Tây du ký (bản năm 1986). Kim Tiến dừng làm phát thanh viên chương trình Thời sự từ tháng 5 năm 2001 do công việc của chương trình Thời sự trực tiếp có cường độ lớn, không phù hợp với độ tuổi. Bà chuyển sang làm việc tại Ban chương trình, lên hình ở chương trình Hộp thư Truyền hình trên VTV1.
Năm 2002, bà nghỉ hưu nhưng vẫn mở lớp dạy phát thanh, biên tập cho các học viên trẻ, đồng thời vẫn thể hiện lời bình cho nhiều phim tài liệu của Đài Truyền hình Việt Nam.
Người chồng thứ hai của bà là ông Đào Văn Tám, doanh nhân, Tiến sĩ hóa học.
Tháng 3 năm 2016, bà ứng cử Đại biểu Quốc hội khóa XIV theo sự đề cử của Hội thánh Tin Lành Hà Nội.

## Quan điểm
| “                                            | Điểm yếu nhất mà tôi nhận thấy ở một số biên tập viên, phát thanh viên và người dẫn chương trình truyền hình hiện nay là vốn sống yếu, thiếu tinh thần cầu tiến và muốn nhanh nổi tiếng. Họ dẫn khô cứng, bắt chước nhau khiến cho hình ảnh trở nên mờ nhạt trong mắt người nghe, người xem. Phát thanh viên cũng giống như nghệ thuật, ngoài tài năng thì phải có học hỏi nghiêm túc, phải tìm ra được cái riêng của bản thân mình. | ” |
| — Trả lời báo điện tử Trí thức trẻ, năm 2014 | |   |

## Danh hiệu
Bà được nhà nước Việt Nam phong tặng danh hiệu Nghệ sĩ Ưu tú.